# Кипене
Кипенето е физичен процес на интензивно изпарение на течността, при което тя завира, т.е. започва да преминава от течно в газообразно агрегатно състояние не само на повърхността, но и в целия си обем, тъй като парното налягане се изравнява с налягането на околната среда. Това е и определението за точката си на кипене, следователно тя зависи както от конкретната течност, така и от налягането.

## Температурата на кипене
В таблицата по-долу са показани някои вещества и техните температури на кипене, подредени в низходящ ред.
| Вещество        | Температура на кипене (°C) |
| --------------- | -------------------------- |
| Хелий (He)      | -268,93                    |
| Азот (N)        | -195,81                    |
| Кислород (O2)   | -183                       |
| Етанол (C2H5OH) | 78                         |
| Вода (H2O)      | 100,0                      |
| Сяра (S)        | 445                        |
| Мед (Cu)        | 1187                       |
| Олово (Pb)      | 1750                       |
| Алуминий (Al)   | 2450                       |
| Злато (Au)      | 2660                       |
| Волфрам (W)     | 5900                       |

## Теория за кипенето
Температурата на кипене зависи от налягането на газа върху повърхността на течността. Дадените по-горе стойности са при атмосферно налягане 1 бар (1000 hPa). Кипенето започва когато кинетичната енергия на молекулите на течността стане достатъчна, за да преодолее силите на привличане между тях в течността и освен това преодолее и натиска на налягането на газа над повърхността. Когато налягането е по-ниско, молекулите на течността се нуждаят от по-малко енергия (съответно по-ниска температура), за да се отделят от повърхността ѝ, при което кипенето започва при по-ниска температура и обратно. Съответно не изразходва енергия за превръщането си в пара, а по-високата температурата прави варенето по-бързо.